# Jade Pear Spirit
Jade Pear Spirit (xinès simplificat: 玉梨魂). També coneguda amb el títol L'ànima de Yuli, (玉梨魂). Pel·lícula muda xinesa de l'any 1924. Produïda per Minxing i dirigida per Zhang Shichuan i Xu Hu.

## Estil i realització
El film es una adaptació que va fer  Zheng Zhengqiu,  de la novel·la "玉梨死" (Jade Pear Spirit) de l'escriptor Xu Zhenya (徐瑜亚), una de les primeres obres representatives de L'escola dels ànecs mandarins i de les papallones. La novel·la va arribar a les trenta-dues reimpressions i un volum de vendes de més de 20.000 còpies en els seus dos primers anys. Es va reeditar com a sèrie de revista del 1914 al 1919. Segons el crític literari C. T. Hsia, *Jade Pear Spirit* va ser un dels llibres més (si no el més) impresos de l'era republicana xinesa, que va durar gairebé 40 anys, del 1912 al 1949. La pel·lícula va marcar el començament d'una nova era de cooperació entre cineastes i l'Escola literària.

## Trama
La pel·lícula , explica una història d'amor intensa i tràgica a finals de la Xina imperial. A la història, una vídua s'enamora del tutor dels seus fills. La passió dels amants els obliga a jurar-se compromís etern i escriure cartes amb sang, però no s'atreveixen a fer públic la seva aventura ni a casar-se pel tabú social de les vídues que es tornen a casar. La història acaba amb la mort de la vídua, de manera que el tutor és lliure de casar-se amb una parella socialment acceptable, però els amants estan obsessionats amb seguir la correcció confuciana i la moral tradicional i opten per morir.

## Repartiment
En el film hi van participar dues de les actrius més famoses de l'època, Yang Naimei i Wang Hanlun.
En el cas de Yang Naimei, els cineastes de Mingxing tenien problemes per trobar l'actriu pel paper secundari principal femení, el de la sexy, Cui Yunqian. Volien algú amb una imatge que tingués un fort contrast amb la protagonista interpretada per Wang Hanlun, la tràgica heroïna de la pel·lícula. Yang Naimei, presentava físicament la imatge del tipus de dona que buscaven. La pel·lícula es va estrenar l'11 de setembre de 1924 i va tenir molt d'èxit, i el gran públic que la va veure va ser uniforme en els seus elogis per l'actuació de Yang com la jove dissoluta, amb el consens de que era molt natural i creïble en el paper.
Per la seva part Wang Hunlunel 1924 va fer dues altres pel·lícules, "L'Orfe salva el seu avi"," i "苦兒弱女 (The Poor Children) que en el seu conjunt li van fer guanyar el títol de "l'actriu xinesa ideal per a la tragèdia" i també se l'ha va nomenar la "Lillian Gish xinesa".  El director Zhang Shichuan va recordar anys més tard que Wang era una de les poques "摩登奴郎" (noies modernes/elegants) de l'època; la seva forma de vestir i el seu maquillatge van impressionar profundament a ell i als seus col·legues. Els seus coneixements lingüístics, —ser capaç de parlar mandarí i anglès a més del dialecte de Shangahi - van potenciar la seva imatge de modernitat.